# HS Весов
HS Весов (лат. HS Librae), HD 127151 — одиночная переменная звезда в созвездии Весов на расстоянии приблизительно 2353 световых лет (около 722 парсеков) от Солнца. Видимая звёздная величина звезды — от +8,69m до +8,32m.

## Характеристики
HS Весов — красная пульсирующая медленная неправильная переменная звезда (LB) спектрального класса Ma. Эффективная температура — около 3800 К.